# سوزانا والقاضيان (روبنس)
سوزانا والقاضيان هي لوحة زيتية رسمها بيتر بول روبنس في عام 1607، اللوحة حالياً ضمن مقتنيات معرض بورغيزي في روما. يدور موضوع اللوحة حول قصة سوزانا  التي ذكرت في سفر دانيال.